# Перци (Бузет)
Перци (итал. Perzi) је насељено место у Истарској жупанији, Републикa Хрватска. Административно је у саставу Града Бузета.

## Становништво
Према задњем попису становништва из 2001. године у насељу Перци живео је 58 становника који су живели у 15 породичних домаћинстава.
Кретање броја становника по пописима 1857—2001. Прена попису из 2011. Перци су имали 52 становника.
| година пописа  | 1857. | 1869. | 1880. | 1890. | 1900. | 1910. | 1921. | 1931. | 1948. | 1953. | 1961. | 1971. | 1981. | 1991. | 2001. | 2011. |
| бр. становника | 0     | 0     | 148   | 155   | 166   | 190   | 0     | 0     | 135   | 127   | 99    | 87    | 75    | 62    | 58    | 52    |

Напомена:У 1857. и 1869. подаци су садржани у насељима Чрница и Штрпед, а 1921. и 1931. у насељима Бузет и Чрница. 